# Beni Mouhli
Beni Mouhli (em árabe: بني محلي) é uma comuna localizada na província de Sétif, Argélia. Sua população estimada em 2008 era de 8 521 habitantes.